# 柯克蘭 (亞利桑那州)
柯克蘭（英語：Kirkland）是位於美國亞利桑那州亞瓦派縣的一個非建制地區。該地的面積和人口皆未知。

## 地理
柯克蘭的座標為34°25′03″N 112°42′44″W / 34.41750°N 112.71222°W，而該地的平均海拔高度為1200米（即3930英尺）。